# Francisco Elvira Cuadrado
Francisco Elvira Cuadrado (Argecilla, Guadalajara, 1910 - província de Lleó, 1946) va ser un militar i guerriller antifranquista espanyol.

## Trajectòria
Va ser militant del PCE, durant la Guerra Civil va lluitar amb l'exèrcit republicà i després de la guerra va estar pres en el camp miner de Casaio fins que va fugir al maig de 1944, passant a O Barco de Valdeorras. Finalment es va tirar a la muntanya convertint-se en el líder dels guerrillers comunistes i cap militar de la 2a Agrupació Guerrillera. Al març de 1945, en un intent d'evitar l'escissió entre comunistes i socialistes, va accedir a l'Estat Major de la Federació Guerrillera de Galícia-León, Elvira es va mostrar en tot moment partidari de la unitat entre els comunistes i els socialistes, intentant la reunificació del moviment guerriller a Galícia. Va morir el 27 de juliol de 1946 en un avanç de la Guàrdia Civil sobre el campament en el qual s'estava tenint lloc el conegut com Congrés de la Reunificació de la Federación de Guerrillas de León-Galicia.